# Gånghester
Gånghester är en tätort i Borås kommun belägen mellan Borås och Dalsjöfors. Tätorten utökades 2015 med Målsryd söder om Gånghester och namnsätts därefter av SCB till Gånghester och Målsryd

## Namnet
Ortnamnets efterled hester betyder 'ungskog, skottskog'. Förledens innebörd är okänd.

## Befolkningsutveckling
| Befolkningsutvecklingen i Gånghester/Gånghester och Målsryd 1960–2020 | Befolkningsutvecklingen i Gånghester/Gånghester och Målsryd 1960–2020 | Befolkningsutvecklingen i Gånghester/Gånghester och Målsryd 1960–2020 | Befolkningsutvecklingen i Gånghester/Gånghester och Målsryd 1960–2020 | Befolkningsutvecklingen i Gånghester/Gånghester och Målsryd 1960–2020 |
| --------------------------------------------------------------------- | --------------------------------------------------------------------- | --------------------------------------------------------------------- | --------------------------------------------------------------------- | --------------------------------------------------------------------- |
|                                                                       |                                                                       |                                                                       |                                                                       |                                                                       |
| År                                                                    |                                                                       |                                                                       | Folkmängd                                                             | Areal (ha)                                                            |
| 1960                                                                  | 1960                                                                  |                                                                       | 872                                                                   |                                                                       |
| 1965                                                                  | 1965                                                                  |                                                                       | 1 232                                                                 |                                                                       |
| 1970                                                                  | 1970                                                                  |                                                                       | 1 366                                                                 |                                                                       |
| 1975                                                                  | 1975                                                                  |                                                                       | 1 532                                                                 |                                                                       |
| 1980                                                                  | 1980                                                                  |                                                                       | 1 543                                                                 |                                                                       |
| 1990                                                                  | 1990                                                                  |                                                                       | 1 626                                                                 | 116                                                                   |
| 1995                                                                  | 1995                                                                  |                                                                       | 1 599                                                                 | 117                                                                   |
| 2000                                                                  | 2000                                                                  |                                                                       | 1 508                                                                 | 118                                                                   |
| 2005                                                                  | 2005                                                                  |                                                                       | 1 549                                                                 | 118                                                                   |
| 2010                                                                  | 2010                                                                  |                                                                       | 1 526                                                                 | 117                                                                   |
| 2015                                                                  | 2015                                                                  |                                                                       | 2 533                                                                 | 273                                                                   |
| 2020                                                                  | 2020                                                                  |                                                                       | 2 511                                                                 | 281                                                                   |
| Anm.: Sammanvuxen med Målsryd 2015.                                   |                                                                       |                                                                       |                                                                       |                                                                       |

## Samhället
I samhället finns livsmedelsbutik, bensinstation, gym, pizzeria samt ett kafé. Det finns också en SMU-gård och sporthall. Vidare kan nämnas Engvallen, där Gånghesters sportklubb (GSK) spelar fotboll.
Bebyggelsen består mest av villor, men HSB har också några hyreshus på orten. På orten finns också Gånghesters kyrka, byggd 1957 i tegel.
I Gånghester ligger skjortfabriken Eton och Eton systems som tillverkar och säljer transportsystem.
Mitt i Gånghester ligger äldreboendet 9:an.
Bröderna Jacob och Lucas Eriksson är födda i Gånghester.
I Gånghester finns Knallebygdens modelljärnväg, KMJ, en modelljärnväg i skala H0.